# Haplidia vagepunctata
Haplidia vagepunctata är en skalbaggsart som beskrevs av Ernst Gustav Kraatz 1882. Haplidia vagepunctata ingår i släktet Haplidia och familjen Melolonthidae. Inga underarter finns listade i Catalogue of Life.